# 74 Pułk Artylerii Haubic
74 pułk artylerii haubic (74 pah) – oddział artylerii ludowego Wojska Polskiego.
Pułk sformowany został w 1945, w garnizonie Grudziądz, na bazie rozformowanej 3 Brygady Artylerii Haubic z 5 DA i wszedł w skład 13 Brygady Artylerii Ciężkiej.

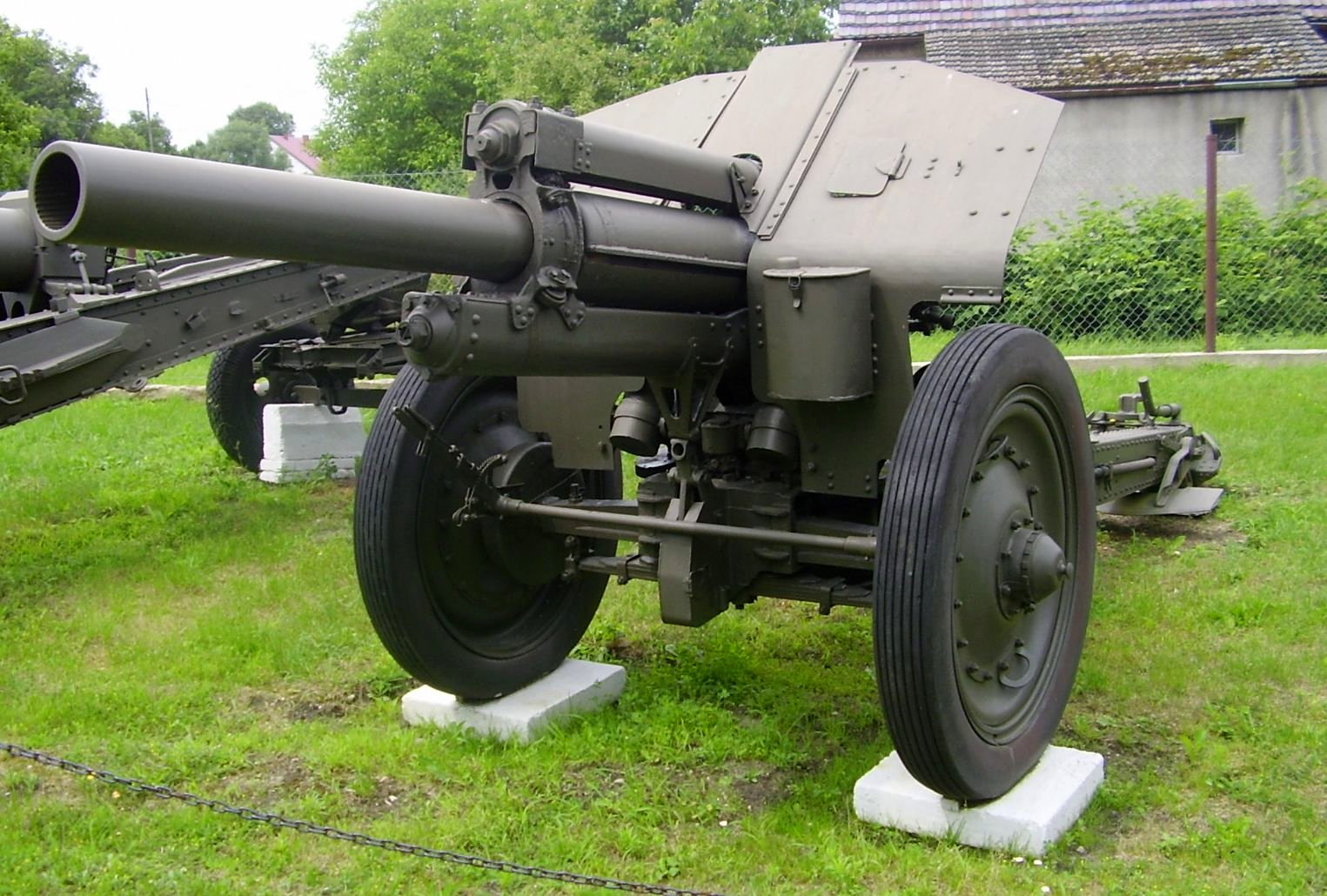
122 mm haubica wz. 1938 (M-30)

Wiosną 1951 na bazie pułku sformowana została 19 Brygada Artylerii Haubic z 6 DAP, a on sam przeformowany według etatu Nr 4/62 pułku artylerii haubic. 4 grudnia 1952 przeformowany został na etat Nr 4/85 i skadrowany.

## Dowódcy pułku
- mjr Tadeusz Kunicki (1948 – 1951)

## Skład organizacyjny
Etat nr 4/62 pułku artylerii haubic z 12 marca 1951
- Dowództwo pułku
- trzy dywizjony artylerii haubic
  - trzy baterie artylerii
- bateria sztabowa
  - plutony: rozpoznawczy, łączności, topograficzny
- kwatermistrzostwo

Pułk liczył etatowo 804 żołnierzy. Na uzbrojeniu posiadał 36 sztuk 122 mm haubic wz. 1938.